# Achtung Lebensgefahr! – LGBT in Tschetschenien
Achtung Lebensgefahr! – LGBT in Tschetschenien (Originaltitel: Welcome to Chechnya) ist ein 2020 von Public Square Films produzierter, US-amerikanischer Dokumentarfilm des Regisseurs David France über die Verfolgung von Lesben und Schwulen in Tschetschenien.

## Handlung
Der Film begleitet eine Gruppe russischer LGBT-Aktivisten, die versuchen, Lesben und Schwule aus Tschetschenien zu schmuggeln, um ihnen die Ausreise aus Russland zu ermöglichen.

## Produktion
Eine besondere Schwierigkeit des Films ergab sich aus der Notwendigkeit, die Identität der porträtierten Interviewpartner zu schützen. David France, der Regisseur des Films, wollte dafür nicht die üblichen Techniken wie Verschleierung der Gesichtszüge oder Filmen in Dunkelheit anwenden, da diese auch die Emotionen seiner Gesprächspartner verdeckt hätten. Stattdessen wurden visuelle Effekte eingesetzt.
Der Film hatte seine Weltpremiere auf dem Sundance Film Festival und wurde in der Sektion Panorama der Berlinale 2020 gezeigt.

## Auszeichnungen
Beim Sundance Film Festival wurde der Film mit dem U.S. Documentary Special Jury Award for Editing ausgezeichnet.
Im Rahmen der Berlinale 2020 wurden die in Welcome to Chechnya porträtierten Aktivisten David Isteev, Olga Baranova und Maxim Lapunov mit dem 2020 erstmals verliehenen Teddy Activist Award ausgezeichnet.
Außerdem gewann der Film im Rahmen der Berlinale 2020 den Panorama Publikumspreis als bester Dokumentarfilm sowie den Amnesty International Filmpreis.
Der Spezialeffektkünstler Ryan Laney erhielt für die Entwicklung der Maskierungssoftware 2023 die Academy Award of Commendation.